# Artesanato de balata
O artesanato de balata é um produto feito manualmente por artesãos a partir da modelagem do látex natural da arvore balateira (Manilkara bidentata). É patrimônio cultural do município brasileiro de Monte Alegre (estado do Pará).

## Balateira
A balateira (Manilkara bidentata) é uma sapotácea encontrada na Amazônia brasileira, árvore de grande porte com tronco avermelhado e, frutos em forma de cocos pequenos.

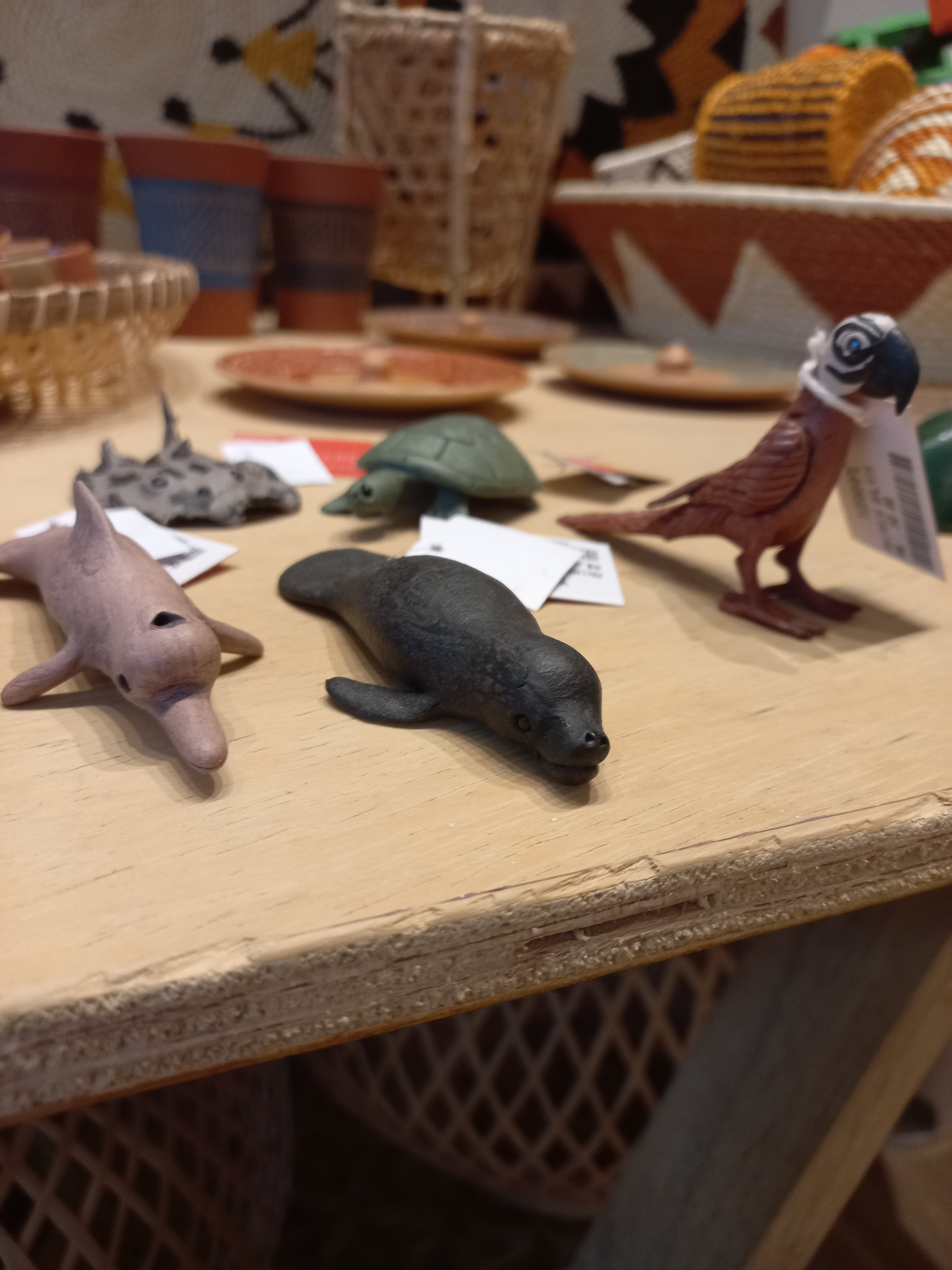
Miniaturas de animais, produzidos em balata

## Artesanato
O látex extraído do tronco da balateira é a matéria-prima usada na confecção do tradicional artesanato das miniaturas que representam a fauna e os tipos sociais da região amazônida.
O artesanato de miniaturas produzido com a balata é considerado patrimônio cultural e imaterial de nível municipal em Monte Alegre (lei 5 256 sancionada em 13 de outubro de  2020.

## Ecodesign
A floresta amazônica é um dos ecosistemas/biomas mais extenso do Brasil, que representa 1/3 (hum terço) das florestas tropicais do mundo, contendo a mais elevada biodiversidade. Os impactos ambientais foram muitos nesta região durante o século XX trazendo vários tipos de perdas (ambiental e econômica), provocados por: queimada, extrativismo de matéria-prima, venda de madeira nobre, biopirataria, implantação de mineração e, agropecuária.
A consciência ambiental levou a sociedade e as indústrias à discutirem soluções para os comportamentos sociais que afetam os ecosistemas. O ecodesign é um tipo de projeto ecologicamente necessário, orientado por critérios ambientais e legislação sobre o meio ambiente, partindo do redesenho dos produtos, abragendo também aspectos econômicos, como: redução de custos, competição empresarial, pressões do mercado, inovação, motivação de empregadores e, como ferramenta de marketing.

O ecodesign promove novos critérios de qualidade do ambito da sustentabilidade, que são socialmente aceitáveis e atrativos. O designer busca alia a atividade de criação, inteligência projetual, com o ecologicamente necessário. A consciência ambiental e a Amazônia sustentável vem ganhando mais espaço e sendo considerada essencial em empresas que tem um histórico poluidor, por exemplo a indústria têxtil. Que poderia ser alcançada com o manejo de espécies naturais ("fibras da amazônia"), como o uso da palmeira do ubucuzeiro, alternativa que atende a demanda crescente por produto artesanal e sustentável (ecodesign), gerando rentabilidade e recuperação das áreas degradadas.